# Acontia unocula
Acontia unocula là một loài bướm đêm trong họ Noctuidae.